# Aero A-300
De Aero A-300 (ook wel bekend als A.300) is een Tsjechoslowaakse tweemotorige laagdekker-bommenwerper gebouwd door Aero. De eerste vlucht vond plaats in het jaar 1938. Ondanks wat de nummering ons doet denken is de A-300 een verdere ontwikkeling op de A-304. De A-300 was bedoeld als vervanger van de verouderde Bloch MB.200 van de Tsjechoslowaakse luchtmacht. Door de inname van Tsjechoslowakije door Duitsland in 1938 werd de ontwikkeling onderbroken. Slechts één prototype is er gebouwd.

## Specificaties
- Bemanning: 3
- Lengte: 13,50 m
- Spanwijdte: 19,20 m
- Hoogte: 3,40 m
- Vleugeloppervlak: 46 m2
- Leeggewicht: 3 955 kg
- Max. opstijggewicht: 6 040 kg

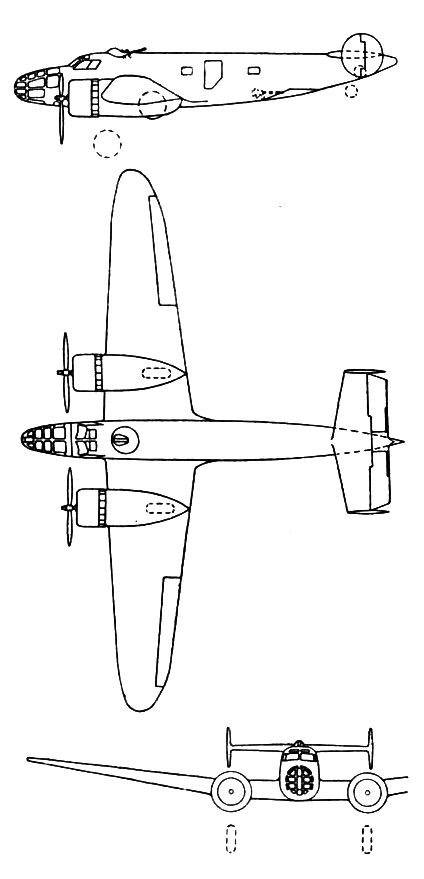
Aero A-300

- Motoren: 2× Bristol Mercury IX 9-cilinder stermotor, 610 kW (818 pk) elk
- Maximumsnelheid: 470 km/h
- Bereik: 900 km
- Plafond: 8 300 m
- Bewapening:
  - 1× vooruit vurende 7,92 mm ZB-30 machinegeweer
  - 1× achteruit vurende 7,92 mm ZB-30 machinegeweer aan de onderkant van de romp
  - 1× een 7,92 mm ZB-30 machinegeweer in een geschutskoepel boven op de romp
  - Tot 1 000 kg aan bommen